# Châsse Alexandre Nevski

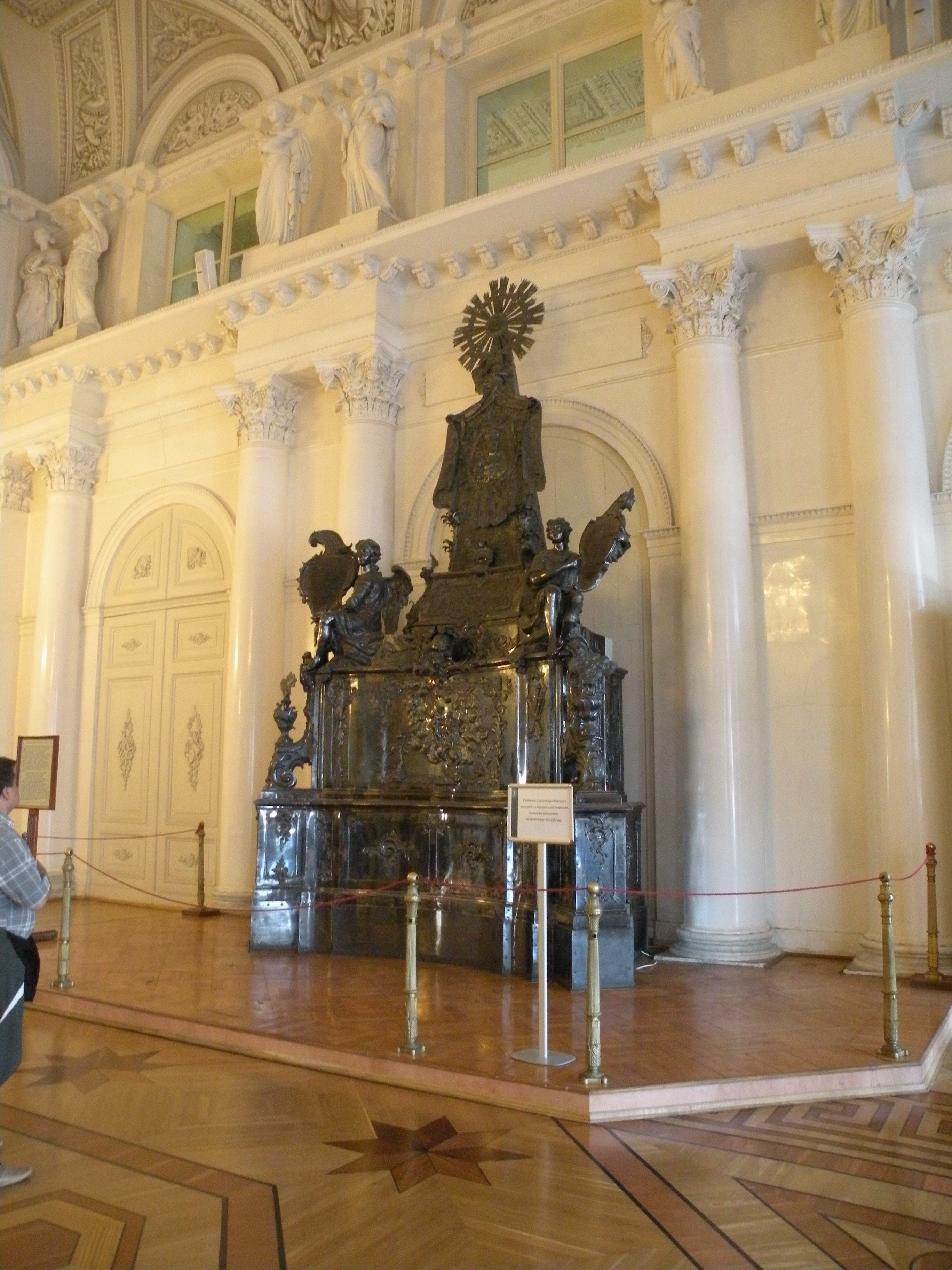
Concert hall (Ermitage)

La châsse Alexandre Nevski ou complexe mémorial de la châsse d'Alexandre Nevski (en russe : Мемориальный комплекс раки Александра Невского) est une œuvre de style baroque de l'art décoratif russe du XVIIIe siècle, réalisée en argent, à l'époque du règne de l'impératrice Élisabeth Petrovna . Le complexe mémorial comprend aussi une plus petite châsse en bois garnie d'argent, réalisée sous le règne de Pierre Ier le Grand et d'Ivan V.
La première église qui accueille la châsse est la Cathédrale de la Trinité de la laure Saint-Alexandre-Nevski. De 1922 à 2012, elle est placée à l'Ermitage (dans la salle solennelle de la suite Nevski au 2è étage). Le projet de réaliser une copie afin de présenter la châsse à la fois à l'Ermitage et à la laure Alexandre Nevski est ensuite lancé. Encore faudra-t-il trouver les fonds et déterminer lequel de ces deux sites exposera la copie. 

« La châsse d'Alexandre Nevski a été, dès sa création, considérée comme une merveille de la jeune capitale russe. On peut la considérer comme la seule structure monumentale au monde réalisée en argent d'une telle qualité. ».

## Description
Le complexe mémorial élevé à la mémoire d'Alexandre Nevski fait partie des collections exposées au palais de l' Ermitage (salle des concerts). Il est composé de 7 parties:
- Une petite châsse, réalisée en 1695, à l'époque d'Ivan V et de Pierre le Grand, dans le style baroque moscovite.
- Une grand châsse avec une icône comme couvercle, réalisée sous Élisabeth Petrovna dans le style baroque élisabéthain.
  - Une grande pyramide à 5 niveaux.
  - Deux piédestaux avec trophée.
  - Deux chandeliers.

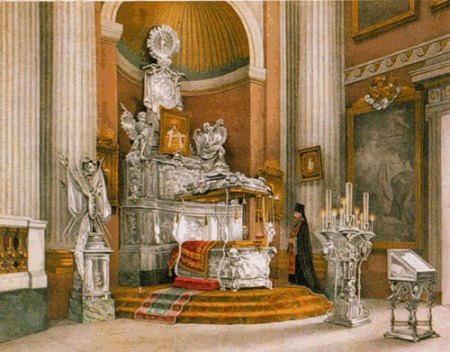
Châsse à l'intérieur de la cathédrale, vue générale. Lithographie de 1890

«La châsse commémorative d'Alexandre Nevski est un monument unique de l'époque du baroque élisabethain. La pyramide à plusieurs niveaux ressemble à une structure architecturale. Elle est dominée par des formes asymétriques, pratiquement sans aucune ligne horizontale droite. Les artisans ont combiné habilement motifs architecturaux et sculpturaux. Toute l'ornementation
est réalisée suivant la technique de la ciselure, qui crée un jeu d'ombre et de lumière supplémentaire».

### Petite châsse

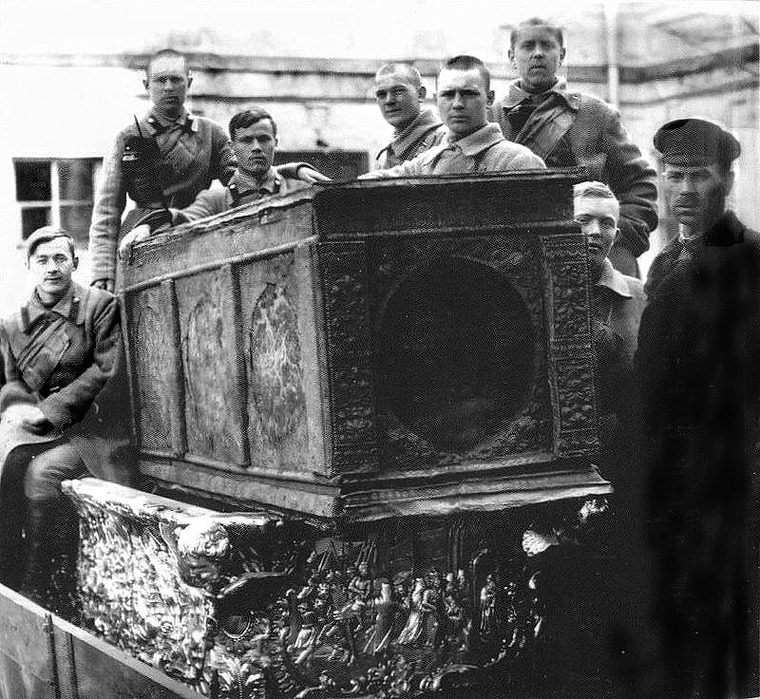
Photographie prise à la Laure d'Alexandre Nevski en 1922 et qui permet de voir la petite châsse

En 1695, le métropolite Hilarion de Souzdal a fait transférer les reliques du saint dans une nouvelle châsse réalisée cette même année 1695 par un maître artisan de Moscou du Palais des Armures et un orfèvre de Vladimir, lorsqu'il fallut restaurer la châsse après les incendies de 1681 et 1689. La châsse se trouvait au monastère de la Nativité dans la ville de Vladimir.
Elle est réalisée dans le style baroque moscovite du XVIIe siècle. La châsse est recouverte d'une grande icône en bois représentant un saint en robe monastique. C'est un grand coffre en bois sur le bord supérieur duquel est placée une plaque en argent avec cette inscription: 

« Dans cette châsse en argent sont placées  les saintes reliques du bienheureux  prince Alexandre Iaroslavitch aimant la Christ …».

Les bords de la châsse sont garnis de plaques superposées de cuivre doré et sur lesquels sont ciselés des motifs floraux (tournesols, lys et tulipes). Sur les murs latéraux se trouvaient cinq grands médaillons de cuivre doré, ciselés d'inscriptions sur les faits d'armes du prince et des épisodes de sa vie. Figurait également la mention de la réalisation de la châsse sous Pierre le Grand et Ivan V et de la bénédiction par le patriarche Adrien en 1695. (Les médaillons originaux ont disparu et ont été reproduits en 1913 par S. G. Rounkevitch).
La châsse de 1695, contenant les reliques d'Alexandre Nevski, a été déplacée à Saint-Pétersbourg en 1723—1724. Puis, ses reliques ont été placées dans une nouvelle châsse.

### Grande châsse
La châsse d'Alexandre Nevski occupe une place importante dans l'histoire de l'art russe au XVIIIe siècle. « La châsse en argent contenant la dépouille d'Alexandre Nevski est un exemple de mémorial dont l'interprétation baroque atteint son apogée ».
Elle est réalisée par le peintre Georges Grooth, qui a dessiné les plans d'un mémorial à grande échelle suivant des modèles arrivés en Russie et venant de régions catholiques. Les croquis des bas-reliefs sur les parois sont de Jacob von Stäehlin.

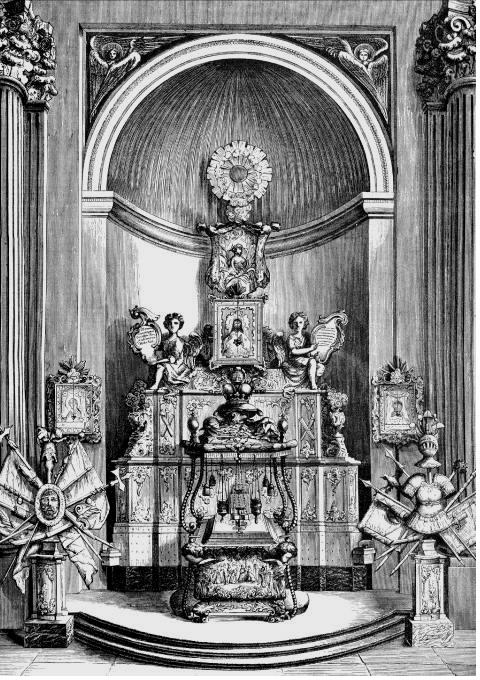
Gravure du XVIII s.

« La réalisation d'un modèle en bois grandeur nature a été confiée au sculpteur Ivan Chtalméer. La direction des travaux a été confiée au conseiller de la chancellerie Ivan Schlatter. La possibilité de faire participer aux travaux des maîtres ciseleurs de Moscou, de Rostov, des maîtres fondeurs de l'hôtel des monnaies de Saint-Pétersbourg et d'autres maîtres étrangers a été étudiée. Leur travail devait être supervisé par Zacharie Deikhman, maître pétersbourgeois du travail de l'argent. La direction générale est confiée au baron Ivan Tcherkassov. Pour réaliser le mémorial il a fallu 90 pouds soit 1 500 kg d'argent titrant 82, fondu par la Cour des monnaies de Saint-Pétersbourg. En 1748, quand le modèle est achevé il apparaît que plusieurs pièces de l'ouvrage ne conviennent pas et nécessitent des changements. Les dessins nécessaires à la réalisations des nouvelles pièces sont l'œuvre de Grot, de Chliager, et du sculpteur Martelli. Un maître du bureau de construction Johan Franz Dunker les aide également. En 1749 commencent la réalisation des pièces en argent de la nouvelle châsse. 
En 1750, l'argent à fondre est confié aux usines Kolyvanski. La collaboration du personnel a suscité de nombreuses difficultés pour arriver à créer une structure unique. Certaines pièces ont été modifiées, d'autres nettoyées de leur patine. Lors de l'installation de la pyramide il apparaît que des inscriptions de versets n'étaient pas suffisamment visibles. C'est pourquoi l'impératrice demande d'ajouter deux figures d'anges munis d'un bouclier sur lesquels sont inscrits des textes visibles par tous. Le modèle des anges est d' Alberto et Jean-Baptiste Djani et ils sont ajoutés en 1753. Chaque ange pèse 10 pouds et 36 livres,soit environ 180 kg».

« Le 30 août 1753, la création de la structure du mémorial est terminée. Son poids est de 89 pouds, 22 livres, 1,3 zolotnik. Soit près de 1 500 kg. Elle a coûté 80 244 roubles, 62 kopeks. »

Les auteurs de ce chef-d'œuvre étaient des bijoutiers, orfèvres, russes et étrangers spécialisés dans le ciselage.
Une pyramide à trois étages domine majestueusement toute l'œuvre. «Au milieu du deuxième niveau se trouve un bas-relief d'Alexandre Nevski avec une bannière à la main, sur les côtés du sarcophage des reliefs thématiques représentent les principales scènes de sa vie»:
- victoire sur les Suédois de 1240.
- bataille contre les chevaliers de Livonie sur le Lac Peïpous, en 1242.
- L'entrée à Pskov et la libération de la ville des Chevaliers Teutoniques, en 1242 également.
- Scène de la mort et de l'enterrement du prince en 1263.
- Un verset de Mikhaïl Lomonossov décore le médaillon du côté sud[6].

Au sommet de la pyramide sont assis de chaque côté de la figure d'Alexandre Nevski, deux anges avec un bouclier d'argent sur lequel figurent des vers de Mikhaïl Lomonosov.

## Histoire

### Jusqu'à Saint-Pétersbourg
À sa mort en 1263, le saint prince Alexandre Nevski est enterré au monastère de la Nativité de la Vierge Marie à Vladimir. En 1380, à Vladimir, les reliques sont découvertes et placées dans une châsse au-dessus du sol. Selon la chronique de Nikon et de la Résurrection qui date du XVIe siècle, lors de l'incendie de la ville de Vladimir du 23 mai 1491, le corps du grand prince Alexandre Nevski a brûlé,. Dans les chroniques du XVIIe siècle, l'histoire de l'incendie est décrite et elles prétendent même que les reliques ont miraculeusement échappé aux flammes,.
En 1547, le prince est canonisé et, en 1697, le métropolite Hilarion de Souzdal fait placer les reliques dans une nouvelle châsse (appelée petite châsse), garnie de sculptures et recouverte de métaux précieux.
Les reliques sont enlevées de la ville de Vladimir le 11 août 1723 et arrivent à Chlisselbourg le 20 septembre 1723. Le 30 août 1724, elles sont installées dans le Monastère Saint-Alexandre-Nevski sur ordre de Pierre le Grand.

### Sous Élisabeth et après elle
Au cours de la célébration de la consécration du Monastère Saint-Alexandre-Nevski, en 1790, les reliques d'Alexandre Nevski sont déposées dans une châsse en argent dans la Cathédrale de la Trinité de la laure Saint-Alexandre-Nevski offerte par l'impératrice Élisabeth Petrovna,.
Élisabeth, honorant la volonté de son père Pierre le Grand, fait réaliser une nouvelle très belle châsse, parce qu'il devenait
évident que la châsse en bois réalisée en 1695, dans laquelle les reliques du saint avaient été conservées, ne correspondaient pas à la splendeur de la capitale du Nord.
La châsse est réalisée en 1746—1751 et complètement achevée en 1753.
Au début elle est placée dans l'église de l'Annonciation du Monastère Saint-Alexandre-Nevski. En 1774, l'architecte Ivan Starov commence la construction de la Cathédrale de la Trinité de la laure Saint-Alexandre-Nevski et quand celle-ci est achevée, en 1790, la châsse y est installée et restera là jusqu'à la révolution d'Octobre 1917.
En 1768, Catherine II offre une précieuse lampe à huile qui est déposée sur la châsse avec un portrait d'Alexandre Nevski ainsi qu'un insigne de l'ordre de Saint-Alexandre-Nevski, garni d'un diamant.

### Époque soviétique

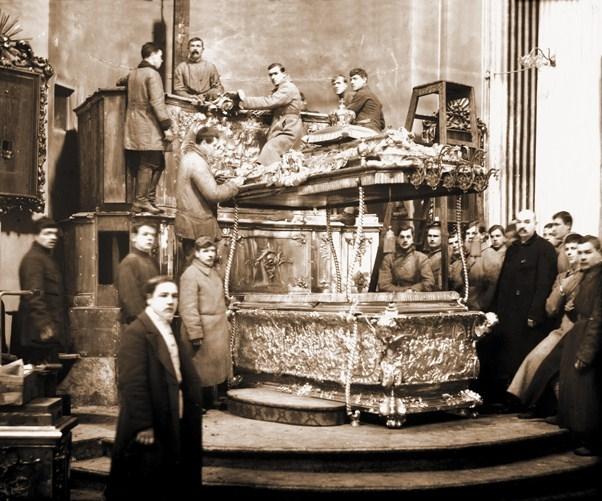
Démontage de la pyramide en argent en 1922 au sommet de la châsse, photographie de Karl Bulla

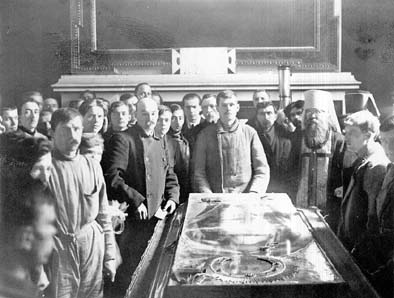
Ouverture des reliques en 1922

En mai 1922, la châsse est ouverte et bientôt les biens de l'Église Orthodoxe sont confisqués par la pouvoir soviétique. Au départ, Grigori Zinoviev et le commissaire à la justice tentent d'obtenir l'autorisation du soviet de Petrograd d'ouvrir la châsse et d'en enlever les reliques, mais le soviet refuse devant les protestations indignées du métropolite Benjamin et des croyants. Toutefois, en mai 1922, le décret sur l'ouverture de la châsse entre en application.
Le 12 mai 1922, à midi les autorités font ouvrir la châsse. Sont nommés responsables de l'évènement : les camarades N. P. Komarov, et I. N. Kondratev. La direction du Comité de District de Petrograd, conformément aux instructions du 9 mai 1922, envoie les camarades Oubranovitch et Naoumov, munis des outils nécessaires en vue d'ouvrir les reliques de la Laure d'Alexandre Nevski. Onze serruriers des chemins de fer et un bijoutier les accompagne. L'ouverture a lieu publiquement: le public était invité dans la laure: les travailleurs des comités de district du parti, les représentants des unités militaires et d'autres citoyens. L'opération a été photographiée par le célèbre photographe Karl Bulla, mais aussi par un opérateur (qui a créé le court métrage Ouverture de la châsse d'Alexandre Nevski . Lors de l'ouverture on a découvert: « 12 petits os de couleurs différentes (donc douze reliques différente). De plus la châsse contenait 2 os semblables de la jambe droite ».
Les reliques sont restées d'abord dans la laure, puis ont été envoyées au Musée d'état d'histoire de la religion et de l'athéisme (Cathédrale de Kazan). La châsse est ensuite transférée au palais de Ermitage. Le texte du télégramme du 12 mai 1922 est conservé dans les archives du musée de l'Ermitage, signé par le président du Comité exécutif central de toute la Russie Mikhaïl Kalinine, et contresigné par la direction du musée demandant de transférer la châsse dans la section d'art européen occidental de l'Ermitage. Le 19 mai le mémorial Alexandre Nevski est transféré à l'Ermitage. La châsse est exposée dans une des salles du Musée de la révolution qui était installé dans l'ancienne résidence des empereurs russes.

Le télégramme de Mikhaïl Kalinine disait: «Le musée de l'Ermitage et le musée russe demandent un ordre urgent pour empêcher la destruction de l'iconostase de la Cathédrale Notre-Dame-de-Kazan de Saint-Pétersbourg et la châsse de la laure Saint-Alexandre-Nevski—monuments de signification artistique mondiale» (Le directeur de l'Ermitage, Sergueï Troïnitski, le directeur du musée russe Nikolaï Sytchiov  et l'éminent peintre Alexandre Benois).

Dans les années qui suivirent, les bolchéviks étaient tentés de fondre de pareils œuvres en argent et de les vendre comme cela s'est produit pour de nombreuses œuvres de la collection de l'Ermitage.
« Dans les archives de l'Ermitage, subsistent de nombreux documents qui témoignent de la lutte héroïque des collaborateurs du musée pour conserver la châsse. Compte tenu de la situation politique de ces années, on peut s'imaginer comment leur combat pouvait se terminer. (…) En 1930, la menace de destruction ressurgit pour la châsse, compliquée par la lutte du gouvernement contre l'église ».

«Musée de l'Ermitage. Le commissariat à l'éducation populaire sur base de l'état des finances de l'URSS vous informe que de son côté il n'a aucune objection à la mise à la disposition du comité des finances nationales  de la châsse de la laure Saint-Alexandre-Nevski, des grands et des petits bougeoirs, des icônes, de différents objets sans valeur muséale. À la condition que soient prises des photos et réalisés des moulages des objets les plus précieux. La mise en œuvre est urgente et ne doit pas être remise aux calendes. Le chef adjoint du bureau général des sciences. Volter»".

« Les économistes de Smolny ne tenaient pas compte de leurs intérêts financiers réels. Ils ne comprenaient pas que cette œuvre unique que constituait la châsse, vaudrait sur le marché de l'art mondial, beaucoup plus que le métal qu'ils couleraient en lingots après avoir fondu le tout. On a conservé le document du directeur Sergueï Troïnitski défendant l'inadmissibilité de la destruction barbare de la châsse pour la faire fondre comme de la ferraille. Sa lettre est datée du 20 septembre 1930. Dans sa lettre figure la résolution d'un chef régional important du nom de Saakov qui demande que l'Ermitage conserve précieusement la châsse ».
Durant la Seconde Guerre mondiale, la châsse ainsi que d'autres objets de valeur ont été évacués en train à Iekaterinbourg ensemble en dix caisses, numérotées suivant des codes secrets. Elles sont revenues à Leningrad en 1949 pour entrer au département d'histoire de la culture russe et être exposées dans la salle des concerts du musée de l'Ermitage.

### Époque contemporaine
En 1989, les reliques du saint ont été rendues à la cathédrale de la Trinité de la laure Saint-Alexandre-Nevski par le musée de la religion et de l’athéisme (qui se trouvait dans la Cathédrale Notre-Dame-de-Kazan de Saint-Pétersbourg). La châsse reste alors à l'Ermitage. La communauté orthodoxe exige le retour de celle-ci à la laure Saint-Alexandre-Nevski,.
Les discussions sur ce transfert se sont poursuivies depuis 2000, les représentants des croyants envoyant des pétitions au président at au premier ministre ainsi qu'au gouverneur de Saint-Pétersbourg.

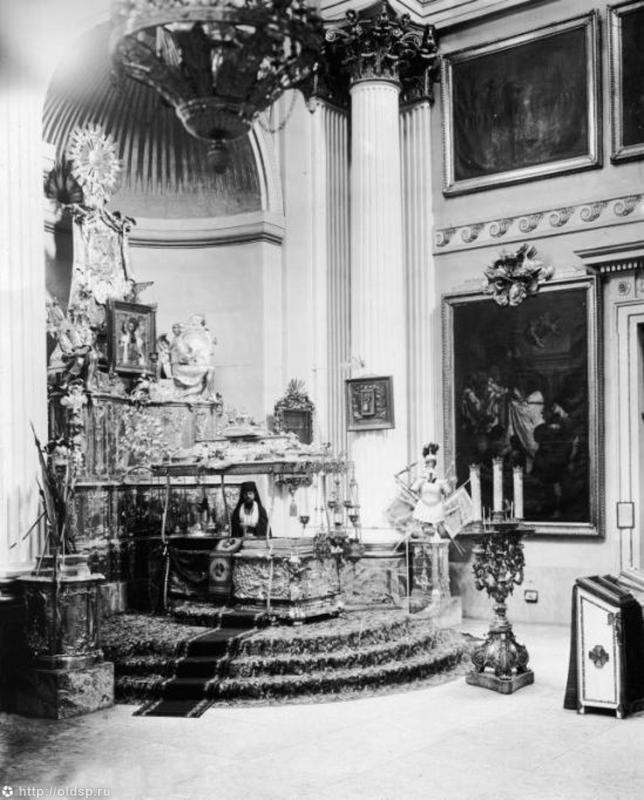
Châsse avec les reliques du bienheureux Alexandre Nevski en 1910 dans la cathédrale

En octobre 2012, le ministre de la Culture de la fédération de Russie, Vladimir Medinski, affirme que la châsse Alexandre Nevski devra revenir de l'Ermitage à la laure pour 2013, quand sera fêté son 300è anniversaire. Pour lui la question est réglée. Pour l'Ermitage une copie de la châsse sera réalisée, tandis que l'original retournera à la laure, comme il se doit. On recherche les fonds nécessaires pour réaliser la copie ce qui n'est pas peu de choses, selon le ministre Medinski cité par l'agence Itar Tass. 

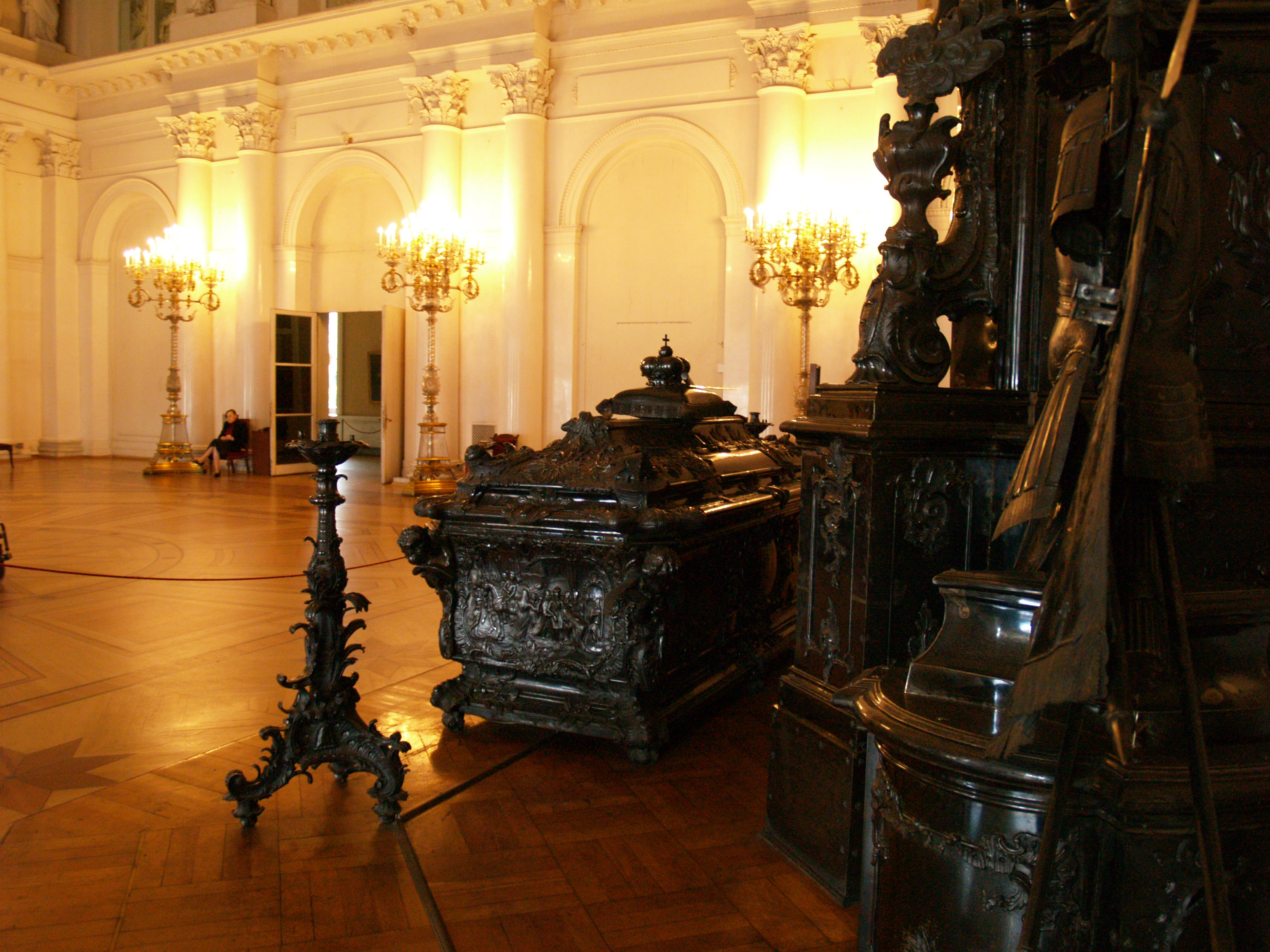
La châsse avant la restauration

Le site officiel du musée communique au début de l'année 2013 : « En 2012 le musée de l'Ermitage a commencé la restauration du mémorial. Le musée possède l'équipement au laser pour restaurer les couches de métal et y travailler sur des épaisseurs de quelques microns. Il a fait précéder son travail des expertises indispensables. » 